# Phil Mickelson
Philip (Phil) Alfred Mickelson (født 16. juni 1970) er en amerikansk golfspiller. Han har tilnavnet Lefty fordi han har venstrehåndssving til trods for at han er højrehåndet. 

## Biografi
Phil Mickelson begyndte allerede som barn at spille golf ved at imitere sin fars sving med køllen. Phils sving blev en spejling af faderens og derved opstod venstrehåndssvinget. Han fik et golfstipendium til Arizona State University, og mens han gik her, vandt han som den første venstrehåndede spiller det amerikanske amatørmesterskab i 1991.
Samme år kom den første sejr på PGA Touren i Northern Telecom Open (fortsat som amatør). Da han afsluttede universitetsstudierne i 1992, blev han professionel, og i de følgende år vandt han flere PGA Tour turneringer. 
I mange år gik Mickelson i golfkredse for at være den bedste spiller, der aldrig vandt en major-turnering, da han i perioden 1999-2003 fik ikke mindre end 6 anden- og tredjepladser i disse turneringer. Omsider kom han ud af den onde cirkel, da han vandt i The Masters i 2004. I 2005 vandt han for anden gang en major, da han vandt USPGA Championship, og da han igen i 2006 sejrede i The Masters, fik han effektivt bekræftet sin plads blandt de allerbedste spillere i verden.

## Sejre på PGA-touren
- 1991 Northern Telecom Open
- 1993 Buick Invitational of California, The International
- 1994 Mercedes Championships
- 1995 Northern Telecom Open
- 1996 Nortel Open, Phoenix Open, GTE Byron Nelson Golf Classic, NEC World Series of Golf
- 1997 Bay Hill Invitational, Sprint International
- 1998 Mercedes Championships, AT&T Pebble Beach National Pro-Am
- 2000 Buick Invitational, BellSouth Classic, MasterCard Colonial, The Tour Championship
- 2001 Buick Invitational, Canon Greater Hartford Open
- 2002 Bob Hope Chrysler Classic, Canon Greater Hartford Open
- 2004 Bob Hope Chrysler Classic, The Masters
- 2005 FBR Open, AT&T Pebble Beach National Pro-Am, BellSouth Classic, US PGA Championship
- 2006 BellSouth Classic, The Masters
- 2007 AT&T Pebble Beach National Pro-Am, The Players Championship, Deutsche Bank Championship
- 2008 Northern Trust Open, Crowne Plaza Invitational at Colonial
- 2009 Northern Trust Open, WGC-CA Championship, The Tour Championship
- 2010 The Masters

I alt har Phil Mickelson vundet 4 majors, 29 gange på PGA Tour og 26 gange i andre turneringer med en indtjening på over $38 millioner (forår 2006).

## Trivia
- Phil Mickelson er en af kun fem golfspillere, der har gået en runde på 59 slag. Det skete i den specielle turnering PGA Grand Slam of Golf i 2004. Da denne turnering ikke tæller officielt, figurerer hans præstation ikke i rekordbøgerne.
- Hans bedste placering på verdensranglisten kom i 2006 efter sejren i Masters, hvor han nåede andenpladsen (efter Tiger Woods).